# Annett Hesselbarth
Annett Hesselbarth (* 4. Juni 1966 in Halle (Saale)) ist eine ehemalige deutsche Leichtathletin, die Anfang der 1990er Jahre zu den weltbesten 400-Meter-Läuferinnen gehörte. 1990 gewann sie bei den Europameisterschaften mit der 4-mal-400-Meter-Staffel der DDR die Goldmedaille (3:21,02 min, zusammen mit Grit Breuer, Manuela Derr und Petra Schersing). Im 400-Meter-Lauf wurde sie bei diesen Europameisterschaften Vierte.
Ihr größter Erfolg war der erste Platz mit der deutschen 4-mal-400-Meter-Staffel bei den Hallenweltmeisterschaften 1991 (3:27,22 min, Hallenweltrekord: Sandra Seuser, Katrin Schreiter, Annett Hesselbarth, Grit Breuer).
Bei den Weltmeisterschaften 1991 war sie im Vorlauf in der deutschen 4-mal-400-Meter-Staffel eingesetzt, die im Endlauf Dritte wurde. Hesselbarth startete für den SC Chemie Halle (nach dem Ende der DDR: SV Halle). In ihrer aktiven Zeit war sie 1,76 m groß und wog 65 kg.